# Euploea giva
Euploea giva är en fjärilsart som beskrevs av Hans Fruhstorfer 1911. Euploea giva ingår i släktet Euploea och familjen praktfjärilar. Inga underarter finns listade i Catalogue of Life.